# Borovichí

Borovichí — cidade na Rússia, centro do distrito do oblast de Novogárdia.
População: 57,5 mil hab. (2005). Situada as beiras do rio Msta a 194 km de Novogárdia Magna.

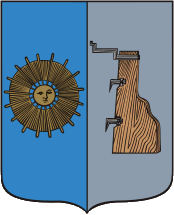